# Eleições municipais no Brasil em 1970
As eleições municipais no Brasil em 1970 ocorreram em 15 de novembro, encerrando um ciclo semelhante aos dois anos anteriores. Na maioria dos casos, foram eleitos prefeitos e vereadores, mas alguns municípios escolheram apenas vereadores.

## Resultado das eleições

### Quadro sinótico de 1970
| Unidade federativa  | ARENA | MDB | Capitais | ASN | EH | Outros | Total |
| ------------------- | ----- | --- | -------- | --- | -- | ------ | ----- |
| Acre                | 1     |     | 1        | 5   |    |        | 7     |
| Alagoas             | 3     |     |          |     |    |        | 3     |
| Bahia               | 293   | 38  | 1        | 2   | 2  |        | 336   |
| Ceará               | 121   | 19  | 1        |     |    |        | 141   |
| Espírito Santo      | 35    | 9   | 1        |     |    |        | 53    |
| Goiás               |       |     |          |     |    |        | 1     |
| Maranhão            | 3     |     |          |     |    |        | 3     |
| Minas Gerais        |       |     | 1        |     | 12 |        | 722   |
| Pará                | 62    | 6   | 1        | 6   | 1  | 2      | 78    |
| Paraná              | 6     |     |          |     |    |        | 6     |
| Pernambuco          | 13    | 1   |          |     |    |        | 21    |
| Piauí               | 108   | 5   | 1        |     |    |        | 114   |
| Rio de Janeiro      | 42    | 17  | 1        | 2   | 1  |        | 63    |
| Rio Grande do Norte |       |     |          |     |    |        | 1     |
| São Paulo           |       |     |          |     |    | 4      | 4     |
| Sergipe             |       |     | 1        |     |    |        | 74    |
| Total               | 687   | 95  | 9        | 15  | 16 | 6      | 1.593 |
| Percentual          | 0%    | 0%  | 0%       | 0%  | 0% | 0%     | 100%  |
| Fontes:             |       |     |          |     |    |        |       |

## Prefeitos e vereadores por estado

### Acre (01)
- Tarauacá

### Alagoas (03)
- Barra de Santo Antônio
- Jundiá
- Santana do Mundaú

### Bahia (336)
- Abaíra
- Abaré
- Acajutiba
- Água Fria
- Aiquara
- Alagoinhas
- Alcobaça
- Almadina
- Amargosa
- Amélia Rodrigues
- Anagé
- Andaraí
- Angical
- Anguera
- Antas
- Antônio Cardoso
- Antônio Gonçalves
- Aporá
- Aracatu
- Araci
- Aramari
- Aratuípe
- Aurelino Leal
- Baianópolis
- Baixa Grande
- Barra
- Barra da Estiva
- Barra do Choça
- Barra do Mendes
- Barra do Rocha
- Barreiras
- Barro Preto
- Belmonte
- Belo Campo
- Biritinga
- Boa Nova
- Boa Vista do Tupim
- Bom Jesus da Lapa
- Boninal
- Boquira
- Botuporã
- Brejões
- Brejolândia
- Brotas de Macaúbas
- Brumado
- Buerarema
- Caatiba
- Cachoeira
- Caculé
- Caém
- Caetité
- Cafarnaum
- Cairu
- Caldeirão Grande
- Camacan
- Camaçari
- Camamu
- Campo Alegre de Lourdes
- Campo Formoso
- Canápolis
- Canarana
- Canavieiras
- Candeal
- Candeias
- Candiba
- Cândido Sales
- Cansanção
- Caravelas
- Cardeal da Silva
- Carinhanha
- Casa Nova
- Castro Alves
- Catolândia
- Catu
- Central
- Chorrochó
- Cícero Dantas
- Cipó
- Coaraci
- Cocos
- Conceição da Feira
- Conceição do Almeida
- Conceição do Coité
- Conceição do Jacuípe
- Conde
- Condeúba
- Contendas do Sincorá
- Coração de Maria
- Cordeiros
- Coribe
- Coronel João Sá
- Correntina
- Cotegipe
- Cravolândia
- Crisópolis
- Cristópolis
- Cruz das Almas
- Curaçá
- Dário Meira
- Dom Basílio
- Dom Macedo Costa
- Elísio Medrado
- Encruzilhada
- Entre Rios
- Érico Cardoso
- Esplanada
- Euclides da Cunha
- Feira de Santana
- Firmino Alves
- Floresta Azul
- Formosa do Rio Preto
- Gandu
- Gentio do Ouro
- Glória
- Gongogi
- Governador Mangabeira
- Guanambi
- Guaratinga
- Iaçu
- Ibiassucê
- Ibicaraí
- Ibicoara
- Ibicuí
- Ibipeba
- Ibipitanga
- Ibiquera
- Ibirapitanga
- Ibirapuã
- Ibirataia
- Ibitiara
- Ibititá
- Ibotirama
- Ichu
- Igaporã
- Iguaí
- Ilhéus
- Inhambupe
- Ipecaetá
- Ipiaú
- Ipirá
- Ipupiara
- Irajuba
- Iramaia
- Iraquara
- Irará
- Irecê
- Itaberaba
- Itabuna
- Itacaré
- Itaetê
- Itagi
- Itagibá
- Itagimirim
- Itaju do Colônia
- Itajuípe
- Itamaraju
- Itamari
- Itambé
- Itanagra
- Itanhém
- Itaparica
- Itapé
- Itapebi
- Itapetinga
- Itapicuru
- Itapitanga
- Itaquara
- Itarantim
- Itiruçu
- Itiúba
- Itororó
- Ituaçu
- Ituberá
- Jacaraci
- Jacobina
- Jaguaquara
- Jaguarari
- Jaguaripe
- Jandaíra
- Jequié
- Jeremoabo
- Jiquiriçá
- Jitaúna
- Juazeiro
- Jussara
- Jussiape
- Lafaiete Coutinho
- Laje
- Lajedão
- Lajedinho
- Lamarão
- Lauro de Freitas
- Lençóis
- Licínio de Almeida
- Livramento de Nossa Senhora
- Macajuba
- Macarani
- Macaúbas
- Macururé
- Maiquinique
- Mairi
- Malhada
- Malhada de Pedras
- Manoel Vitorino
- Maracás
- Maragogipe
- Maraú
- Marcionílio Souza
- Mascote
- Mata de São João
- Medeiros Neto
- Miguel Calmon
- Milagres
- Mirangaba
- Monte Santo
- Morpará
- Morro do Chapéu
- Mortugaba
- Mucugê
- Mucuri
- Mundo Novo
- Muniz Ferreira
- Muritiba
- Mutuípe
- Nazaré
- Nilo Peçanha
- Nova Canaã
- Nova Itarana
- Nova Soure
- Nova Viçosa
- Olindina
- Oliveira dos Brejinhos
- Ouriçangas
- Ourolândia
- Palmas de Monte Alto
- Palmeiras
- Paramirim
- Paratinga
- Paripiranga
- Pau Brasil
- Paulo Afonso
- Pedrão
- Pedro Alexandre
- Piatã
- Pilão Arcado
- Pindobaçu
- Piripá
- Piritiba
- Planaltino
- Planalto
- Poções
- Pojuca
- Porto Seguro
- Potiraguá
- Prado
- Presidente Dutra
- Presidente Jânio Quadros
- Queimadas
- Quijingue
- Remanso
- Retirolândia
- Riachão das Neves
- Riachão do Jacuípe
- Riacho de Santana
- Ribeira do Amparo
- Ribeira do Pombal
- Rio de Contas
- Rio do Antônio
- Rio do Pires
- Rio Real
- Rodelas
- Ruy Barbosa
- Salinas da Margarida
- Salvador
- Santa Bárbara
- Santa Brígida
- Santa Cruz Cabrália
- Santa Cruz da Vitória
- Santa Inês
- Santa Maria da Vitória
- Santa Rita de Cássia
- Santa Teresinha
- Santaluz
- Santana
- Santanópolis
- Santo Amaro
- Santo Antônio de Jesus
- Santo Estêvão
- São Desidério
- São Felipe
- São Félix
- São Francisco do Conde
- São Gonçalo dos Campos
- São Miguel das Matas
- São Sebastião do Passé
- Sapeaçu
- Sátiro Dias
- Saúde
- Seabra
- Sebastião Laranjeiras
- Senhor do Bonfim
- Sento Sé
- Serra Dourada
- Serra Preta
- Serrinha
- Serrolândia
- Simões Filho
- Souto Soares
- Tabocas do Brejo Velho
- Tanhaçu
- Tanquinho
- Taperoá
- Tapiramutá
- Teodoro Sampaio
- Teofilândia
- Teolândia
- Terra Nova
- Tremedal
- Tucano
- Uauá
- Ubaíra
- Ubaitaba
- Ubatã
- Uibaí
- Una
- Urandi
- Uruçuca
- Utinga
- Valença
- Valente
- Várzea do Poço
- Vera Cruz
- Vitória da Conquista
- Wagner
- Wenceslau Guimarães
- Xique-Xique

### Ceará (141)
- Abaiara
- Acaraú
- Acopiara
- Aiuaba
- Alcântaras
- Altaneira
- Alto Santo
- Antonina do Norte
- Apuiarés
- Aquiraz
- Aracati
- Aracoiaba
- Araripe
- Aratuba
- Arneiroz
- Assaré
- Aurora
- Baixio
- Barbalha
- Barro
- Baturité
- Beberibe
- Bela Cruz
- Boa Viagem
- Brejo Santo
- Camocim
- Campos Sales
- Canindé
- Capistrano
- Caridade
- Cariré
- Caririaçu
- Cariús
- Carnaubal
- Cascavel
- Catarina
- Caucaia
- Cedro
- Chaval
- Coreaú
- Crateús
- Crato
- Farias Brito
- Fortaleza
- Frecheirinha
- General Sampaio
- Granja
- Granjeiro
- Groaíras
- Guaraciaba do Norte
- Guaramiranga
- Hidrolândia
- Ibiapina
- Icó
- Iguatu
- Independência
- Ipaumirim
- Ipu
- Ipueiras
- Iracema
- Irauçuba
- Itaiçaba
- Itapajé
- Itapipoca
- Itapiúna
- Itatira
- Jaguaretama
- Jaguaribara
- Jaguaribe
- Jaguaruana
- Jardim
- Jati
- Juazeiro do Norte
- Jucás
- Lavras da Mangabeira
- Limoeiro do Norte
- Maranguape
- Marco
- Martinópole
- Massapê
- Mauriti
- Meruoca
- Milagres
- Missão Velha
- Mombaça
- Monsenhor Tabosa
- Morada Nova
- Moraújo
- Morrinhos
- Mucambo
- Mulungu
- Nova Olinda
- Nova Russas
- Novo Oriente
- Orós
- Pacajus
- Pacatuba
- Pacoti
- Pacujá
- Palhano
- Palmácia
- Paracuru
- Parambu
- Paramoti
- Pedra Branca
- Penaforte
- Pentecoste
- Pereiro
- Piquet Carneiro
- Poranga
- Porteiras
- Potengi
- Quixadá
- Quixeramobim
- Quixeré
- Redenção
- Reriutaba
- Russas
- Saboeiro
- Santa Quitéria
- Santana do Acaraú
- Santana do Cariri
- São Benedito
- São Gonçalo do Amarante
- São João do Jaguaribe
- São Luís do Curu
- Senador Pompeu
- Senador Sá
- Sobral
- Solonópole
- Tabuleiro do Norte
- Tamboril
- Tauá
- Tianguá
- Trairi
- Ubajara
- Umari
- Uruburetama
- Uruoca
- Várzea Alegre
- Viçosa do Ceará

### Espírito Santo (53)
- Afonso Cláudio
- Alegre
- Alfredo Chaves
- Anchieta
- Apiacá
- Aracruz
- Atílio Vivácqua
- Baixo Guandu
- Barra de São Francisco
- Boa Esperança
- Bom Jesus do Norte
- Cachoeiro de Itapemirim
- Cariacica
- Castelo
- Colatina
- Conceição da Barra
- Conceição do Castelo
- Divino de São Lourenço
- Domingos Martins
- Dores do Rio Preto
- Ecoporanga
- Fundão
- Guaçuí
- Guarapari
- Ibiraçu
- Iconha
- Itaguaçu
- Itapemirim
- Itarana
- Iúna
- Jerônimo Monteiro
- Linhares
- Mantenópolis
- Mimoso do Sul
- Montanha
- Mucurici
- Muniz Freire
- Muqui
- Nova Venécia
- Pancas
- Pinheiros
- Piúma
- Presidente Kennedy
- Rio Novo do Sul
- Santa Leopoldina
- Santa Teresa
- São Gabriel da Palha
- São José do Calçado
- São Mateus
- Serra
- Viana
- Vila Velha
- Vitória

### Goiás (01)
- A inserir

### Maranhão (03)
- Afonso Cunha
- Coelho Neto
- Duque Bacelar

### Minas Gerais (722)
- Abadia dos Dourados
- Abaeté
- Abre Campo
- Acaiaca
- Açucena
- Água Boa
- Água Comprida
- Aguanil
- Águas Formosas
- Águas Vermelhas
- Aimorés
- Aiuruoca
- Alagoa
- Albertina
- Além Paraíba
- Alfenas
- Almenara
- Alpercata
- Alpinópolis
- Alterosa
- Alto Jequitibá
- Alto Rio Doce
- Alvarenga
- Alvinópolis
- Alvorada de Minas
- Amparo do Serra
- Andradas
- Andrelândia
- Antônio Carlos
- Antônio Dias
- Antônio Prado de Minas
- Araçaí
- Aracitaba
- Araçuaí
- Araguari
- Arantina
- Araponga
- Arapuá
- Araújos
- Araxá
- Arceburgo
- Arcos
- Areado
- Argirita
- Arinos
- Astolfo Dutra
- Ataléia
- Augusto de Lima
- Baependi
- Baldim
- Bambuí
- Bandeira
- Bandeira do Sul
- Barão de Cocais
- Barão de Monte Alto
- Barbacena
- Barra Longa
- Barroso
- Bela Vista de Minas
- Belmiro Braga
- Belo Horizonte
- Belo Oriente
- Belo Vale
- Berilo
- Bertópolis
- Betim
- Bias Fortes
- Bicas
- Biquinhas
- Boa Esperança
- Bocaina de Minas
- Bocaiuva
- Bom Despacho
- Bom Jardim de Minas
- Bom Jesus da Penha
- Bom Jesus do Amparo
- Bom Jesus do Galho
- Bom Repouso
- Bom Sucesso
- Bonfim
- Bonfinópolis de Minas
- Borda da Mata
- Botelhos
- Botumirim
- Brás Pires
- Brasília de Minas
- Braúnas
- Brazópolis
- Brumadinho
- Bueno Brandão
- Buenópolis
- Buritis
- Buritizeiro
- Cabo Verde
- Cachoeira da Prata
- Cachoeira de Minas
- Cachoeira de Pajeú
- Cachoeira Dourada
- Caetanópolis
- Caeté
- Caiana
- Cajuri
- Caldas
- Camacho
- Camanducaia
- Cambuí
- Cambuquira
- Campanário
- Campanha
- Campestre
- Campina Verde
- Campo Belo
- Campo do Meio
- Campo Florido
- Campos Altos
- Campos Gerais
- Cana Verde
- Canaã
- Canápolis
- Candeias
- Caparaó
- Capela Nova
- Capelinha
- Capetinga
- Capim Branco
- Capinópolis
- Capitão Enéas
- Capitólio
- Caputira
- Caraí
- Caranaíba
- Carandaí
- Carangola
- Caratinga
- Carbonita
- Careaçu
- Carlos Chagas
- Carmésia
- Carmo da Cachoeira
- Carmo da Mata
- Carmo de Minas
- Carmo do Cajuru
- Carmo do Paranaíba
- Carmo do Rio Claro
- Carmópolis de Minas
- Carrancas
- Carvalhópolis
- Carvalhos
- Casa Grande
- Cascalho Rico
- Cássia
- Cataguases
- Catas Altas da Noruega
- Caxambu
- Cedro do Abaeté
- Central de Minas
- Centralina
- Chácara
- Chalé
- Chapada do Norte
- Chiador
- Cipotânea
- Claraval
- Claro dos Poções
- Cláudio
- Coimbra
- Coluna
- Comendador Gomes
- Comercinho
- Conceição da Aparecida
- Conceição da Barra de Minas
- Conceição das Alagoas
- Conceição das Pedras
- Conceição de Ipanema
- Conceição do Mato Dentro
- Conceição do Pará
- Conceição do Rio Verde
- Conceição dos Ouros
- Congonhal
- Congonhas
- Congonhas do Norte
- Conquista
- Conselheiro Lafaiete
- Conselheiro Pena
- Consolação
- Contagem
- Coqueiral
- Coração de Jesus
- Cordisburgo
- Cordislândia
- Corinto
- Coroaci
- Coromandel
- Coronel Fabriciano
- Coronel Murta
- Coronel Pacheco
- Coronel Xavier Chaves
- Córrego Danta
- Córrego do Bom Jesus
- Córrego Novo
- Couto de Magalhães de Minas
- Cristais
- Cristália
- Cristiano Otoni
- Cristina
- Crucilândia
- Cruzeiro da Fortaleza
- Cruzília
- Curvelo
- Datas
- Delfim Moreira
- Delfinópolis
- Descoberto
- Desterro de Entre Rios
- Desterro do Melo
- Diamantina
- Diogo de Vasconcelos
- Dionísio
- Divinésia
- Divino
- Divino das Laranjeiras
- Divinolândia de Minas
- Divinópolis
- Divisa Nova
- Dom Cavati
- Dom Joaquim
- Dom Silvério
- Dom Viçoso
- Dona Euzébia
- Dores de Campos
- Dores de Guanhães
- Dores do Indaiá
- Dores do Turvo
- Doresópolis
- Douradoquara
- Elói Mendes
- Engenheiro Caldas
- Engenheiro Navarro
- Entre Rios de Minas
- Ervália
- Esmeraldas
- Espera Feliz
- Espinosa
- Espírito Santo do Dourado
- Estiva
- Estrela Dalva
- Estrela do Indaiá
- Estrela do Sul
- Eugenópolis
- Ewbank da Câmara
- Extrema
- Fama
- Faria Lemos
- Felício dos Santos
- Felisburgo
- Felixlândia
- Fernandes Tourinho
- Ferros
- Florestal
- Formiga
- Formoso
- Fortaleza de Minas
- Fortuna de Minas
- Francisco Badaró
- Francisco Dumont
- Francisco Sá
- Frei Gaspar
- Frei Inocêncio
- Fronteira
- Fronteira dos Vales
- Frutal
- Funilândia
- Galileia
- Gonçalves
- Gonzaga
- Gouveia
- Governador Valadares
- Grão Mogol
- Grupiara
- Guanhães
- Guapé
- Guaraciaba
- Guaranésia
- Guarani
- Guarará
- Guarda-Mor
- Guaxupé
- Guidoval
- Guimarânia
- Guiricema
- Gurinhatã
- Heliodora
- Iapu
- Ibertioga
- Ibiá
- Ibiaí
- Ibiraci
- Ibirité
- Ibitiúra de Minas
- Ibituruna
- Igarapé
- Igaratinga
- Iguatama
- Ijaci
- Ilicínea
- Inconfidentes
- Indianópolis
- Ingaí
- Inhapim
- Inhaúma
- Inimutaba
- Ipanema
- Ipatinga
- Ipiaçu
- Ipuiúna
- Iraí de Minas
- Itabira
- Itabirinha
- Itabirito
- Itacambira
- Itacarambi
- Itaguara
- Itaipé
- Itajubá
- Itamarandiba
- Itamarati de Minas
- Itambacuri
- Itambé do Mato Dentro
- Itamogi
- Itamonte
- Itanhandu
- Itanhomi
- Itaobim
- Itapagipe
- Itapecerica
- Itapeva
- Itatiaiuçu
- Itaúna
- Itaverava
- Itinga
- Itueta
- Ituiutaba
- Itumirim
- Iturama
- Itutinga
- Jaboticatubas
- Jacinto
- Jacuí
- Jacutinga
- Jaguaraçu
- Janaúba
- Januária
- Japaraíba
- Jeceaba
- Jequeri
- Jequitaí
- Jequitibá
- Jequitinhonha
- Jesuânia
- Joaíma
- Joanésia
- João Monlevade
- João Pinheiro
- Joaquim Felício
- Jordânia
- Juiz de Fora
- Juramento
- Juruaia
- Ladainha
- Lagamar
- Lagoa da Prata
- Lagoa dos Patos
- Lagoa Dourada
- Lagoa Formosa
- Lagoa Santa
- Lajinha
- Lambari
- Lamim
- Laranjal
- Lassance
- Lavras
- Leandro Ferreira
- Leopoldina
- Liberdade
- Lima Duarte
- Luminárias
- Luz
- Machacalis
- Machado
- Madre de Deus de Minas
- Malacacheta
- Manga
- Manhuaçu
- Manhumirim
- Mantena
- Mar de Espanha
- Maravilhas
- Maria da Fé
- Mariana
- Marilac
- Maripá de Minas
- Marliéria
- Marmelópolis
- Martinho Campos
- Materlândia
- Mateus Leme
- Mathias Lobato
- Matias Barbosa
- Matipó
- Mato Verde
- Matozinhos
- Matutina
- Medeiros
- Medina
- Mendes Pimentel
- Mercês
- Mesquita
- Minas Novas
- Minduri
- Mirabela
- Miradouro
- Miraí
- Moeda
- Moema
- Monjolos
- Monsenhor Paulo
- Montalvânia
- Monte Alegre de Minas
- Monte Azul
- Monte Belo
- Monte Carmelo
- Monte Santo de Minas
- Monte Sião
- Montes Claros
- Morada Nova de Minas
- Morro da Garça
- Morro do Pilar
- Munhoz
- Muriaé
- Mutum
- Muzambinho
- Nacip Raydan
- Nanuque
- Natércia
- Nazareno
- Nepomuceno
- Nova Era
- Nova Lima
- Nova Módica
- Nova Ponte
- Nova Resende
- Nova Serrana
- Nova União
- Novo Cruzeiro
- Olaria
- Olímpio Noronha
- Oliveira
- Oliveira Fortes
- Onça de Pitangui
- Ouro Branco
- Ouro Fino
- Ouro Preto
- Ouro Verde de Minas
- Padre Paraíso
- Paineiras
- Pains
- Paiva
- Palma
- Papagaios
- Pará de Minas
- Paracatu
- Paraguaçu
- Paraisópolis
- Paraopeba
- Passa Tempo
- Passabém
- Passa Quatro
- Passa Vinte
- Passos
- Patos de Minas
- Patrocínio
- Patrocínio do Muriaé
- Paula Cândido
- Paulistas
- Pavão
- Peçanha
- Pedra Azul
- Pedra do Anta
- Pedra do Indaiá
- Pedra Dourada
- Pedralva
- Pedrinópolis
- Pedro Leopoldo
- Pedro Teixeira
- Pequeri
- Pequi
- Perdigão
- Perdizes
- Perdões
- Pescador
- Piau
- Piedade de Ponte Nova
- Piedade do Rio Grande
- Piedade dos Gerais
- Pimenta
- Piracema
- Pirajuba
- Piranga
- Piranguçu
- Piranguinho
- Pirapetinga
- Pirapora
- Piraúba
- Pitangui
- Piumhi
- Planura
- Poço Fundo
- Poços de Caldas
- Pocrane
- Pompéu
- Ponte Nova
- Porteirinha
- Porto Firme
- Poté
- Pouso Alegre
- Pouso Alto
- Prados
- Prata
- Pratápolis
- Pratinha
- Presidente Bernardes
- Presidente Juscelino
- Presidente Kubitschek
- Presidente Olegário
- Prudente de Morais
- Quartel Geral
- Queluzito
- Raposos
- Raul Soares
- Recreio
- Resende Costa
- Resplendor
- Ressaquinha
- Riacho dos Machados
- Ribeirão das Neves
- Ribeirão Vermelho
- Rio Acima
- Rio Casca
- Rio do Prado
- Rio Doce
- Rio Espera
- Rio Manso
- Rio Novo
- Rio Paranaíba
- Rio Pardo de Minas
- Rio Piracicaba
- Rio Pomba
- Rio Preto
- Rio Vermelho
- Ritápolis
- Rochedo de Minas
- Rodeiro
- Romaria
- Rubelita
- Rubim
- Sabará
- Sabinópolis
- Sacramento
- Salinas
- Salto da Divisa
- Santa Bárbara
- Santa Bárbara do Tugúrio
- Santa Cruz do Escalvado
- Santa Efigênia de Minas
- Santa Fé de Minas
- Santa Juliana
- Santa Luzia
- Santa Margarida
- Santa Maria de Itabira
- Santa Maria do Salto
- Santa Maria do Suaçuí
- Santa Rita de Caldas
- Santa Rita de Ibitipoca
- Santa Rita de Jacutinga
- Santa Rita do Itueto
- Santa Rita do Sapucaí
- Santa Rosa da Serra
- Santa Vitória
- Santana da Vargem
- Santana de Cataguases
- Santana de Pirapama
- Santana do Deserto
- Santana do Garambéu
- Santana do Jacaré
- Santana do Manhuaçu
- Santana do Riacho
- Santana dos Montes
- Santo Antônio do Amparo
- Santo Antônio do Aventureiro
- Santo Antônio do Grama
- Santo Antônio do Itambé
- Santo Antônio do Jacinto
- Santo Antônio do Monte
- Santo Antônio do Rio Abaixo
- Santo Hipólito
- Santos Dumont
- São Bento Abade
- São Brás do Suaçuí
- São Domingos do Prata
- São Francisco
- São Francisco de Paula
- São Francisco de Sales
- São Francisco do Glória
- São Geraldo
- São Geraldo da Piedade
- São Gonçalo do Abaeté
- São Gonçalo do Pará
- São Gonçalo do Rio Abaixo
- São Gonçalo do Rio Preto
- São Gonçalo do Sapucaí
- São Gotardo
- São João Batista do Glória
- São João da Mata
- São João da Ponte
- São João del-Rei
- São João do Oriente
- São João do Paraíso
- São João Evangelista
- São João Nepomuceno
- São José da Safira
- São José da Varginha
- São José do Alegre
- São José do Divino
- São José do Goiabal
- São José do Jacuri
- São José do Mantimento
- São Lourenço
- São Miguel do Anta
- São Pedro da União
- São Pedro do Suaçuí
- São Pedro dos Ferros
- São Romão
- São Roque de Minas
- São Sebastião da Bela Vista
- São Sebastião do Maranhão
- São Sebastião do Oeste
- São Sebastião do Paraíso
- São Sebastião do Rio Preto
- São Sebastião do Rio Verde
- São Thomé das Letras
- São Tiago
- São Tomás de Aquino
- São Vicente de Minas
- Sapucaí-Mirim
- Sardoá
- Senador Cortes
- Senador Firmino
- Senador José Bento
- Senador Modestino Gonçalves
- Senhora de Oliveira
- Senhora do Porto
- Senhora dos Remédios
- Sericita
- Seritinga
- Serra Azul de Minas
- Serra da Saudade
- Serra do Salitre
- Serra dos Aimorés
- Serrania
- Serranos
- Serro
- Sete Lagoas
- Silveirânia
- Silvianópolis
- Simão Pereira
- Simonésia
- Sobrália
- Soledade de Minas
- Tabuleiro
- Taiobeiras
- Tapira
- Tapiraí
- Taquaraçu de Minas
- Tarumirim
- Teixeiras
- Teófilo Otoni
- Timóteo
- Tiradentes
- Tiros
- Tocantins
- Toledo
- Tombos
- Três Corações
- Três Marias
- Três Pontas
- Tumiritinga
- Tupaciguara
- Turmalina
- Turvolândia
- Ubá
- Ubaí
- Uberaba
- Uberlândia
- Umburatiba
- Unaí
- Urucânia
- Vargem Bonita
- Varginha
- Várzea da Palma
- Varzelândia
- Vazante
- Veríssimo
- Vespasiano
- Viçosa
- Vieiras
- Virgem da Lapa
- Virgínia
- Virginópolis
- Virgolândia
- Visconde do Rio Branco
- Volta Grande
- Wenceslau Braz

### Pará (78)
- Abaetetuba
- Acará
- Afuá
- Alenquer
- Almeirim
- Altamira
- Anajás
- Ananindeua
- Augusto Corrêa
- Aveiro
- Bagre
- Baião
- Barcarena
- Belém
- Benevides
- Bonito
- Bragança
- Breves
- Bujaru
- Cachoeira do Arari
- Cametá
- Capanema
- Capitão Poço
- Castanhal
- Chaves
- Colares
- Conceição do Araguaia
- Curralinho
- Curuçá
- Faro
- Gurupá
- Igarapé-Açu
- Igarapé-Miri
- Inhangapi
- Irituia
- Jacundá
- Juruti
- Limoeiro do Ajuru
- Magalhães Barata
- Marabá
- Maracanã
- Marapanim
- Melgaço
- Mocajuba
- Moju
- Monte Alegre
- Muaná
- Nova Timboteua
- Óbidos
- Oeiras do Pará
- Oriximiná
- Ourém
- Peixe-Boi
- Ponta de Pedras
- Portel
- Porto de Moz
- Prainha
- Primavera
- Salinópolis
- Salvaterra
- Santa Cruz do Arari
- Santa Izabel do Pará
- Santa Maria do Pará
- Santana do Araguaia
- Santarém
- Santarém Novo
- Santo Antônio do Tauá
- São Caetano de Odivelas
- São Domingos do Capim
- São Félix do Xingu
- São Francisco do Pará
- São João do Araguaia
- São Miguel do Guamá
- São Sebastião da Boa Vista
- Senador José Porfírio
- Soure
- Vigia
- Viseu

### Paraná (06)
- Janiópolis
- Jardim Alegre
- Kaloré
- Nova Londrina
- Rolândia
- Terra Roxa

### Pernambuco (parcial)
- Barra de Guabiraba
- Belém de Maria
- Betânia
- Condado
- Ipubi
- Ilha de Itamaracá
- Itaíba
- Jataúba
- Olinda
- São João
- São José da Coroa Grande
- Tuparetama
- Venturosa
- Verdejante

### Piauí (114)
- Agricolândia
- Água Branca
- Alto Longá
- Altos
- Amarante
- Angical do Piauí
- Anísio de Abreu
- Antônio Almeida
- Aroazes
- Arraial
- Avelino Lopes
- Barras
- Barreiras do Piauí
- Barro Duro
- Batalha
- Beneditinos
- Bertolínia
- Bocaina
- Bom Jesus
- Buriti dos Lopes
- Campinas do Piauí
- Campo Maior
- Canto do Buriti
- Capitão de Campos
- Caracol
- Castelo do Piauí
- Cocal
- Conceição do Canindé
- Corrente
- Cristalândia do Piauí
- Cristino Castro
- Curimatá
- Demerval Lobão
- Dom Expedito Lopes
- Domingos Mourão
- Elesbão Veloso
- Eliseu Martins
- Esperantina
- Flores do Piauí
- Floriano
- Francinópolis
- Francisco Ayres
- Francisco Santos
- Fronteiras
- Gilbués
- Guadalupe
- Hugo Napoleão
- Inhuma
- Ipiranga do Piauí
- Isaías Coelho
- Itainópolis
- Itaueira
- Jaicós
- Jerumenha
- Joaquim Pires
- José de Freitas
- Landri Sales
- Luís Correia
- Luzilândia
- Manoel Emídio
- Marcos Parente
- Matias Olímpio
- Miguel Alves
- Miguel Leão
- Monsenhor Gil
- Monsenhor Hipólito
- Monte Alegre do Piauí
- Nazaré do Piauí
- Nossa Senhora dos Remédios
- Novo Oriente do Piauí
- Oeiras
- Padre Marcos
- Paes Landim
- Palmeira do Piauí
- Palmeirais
- Parnaguá
- Parnaíba
- Paulistana
- Pedro II
- Picos
- Pimenteiras
- Pio IX
- Piracuruca
- Piripiri
- Porto
- Prata do Piauí
- Redenção do Gurgueia
- Regeneração
- Ribeiro Gonçalves
- Rio Grande do Piauí
- Santa Cruz do Piauí
- Santa Filomena
- Santa Luz
- Santo Antônio de Lisboa
- Santo Inácio do Piauí
- São Félix do Piauí
- São Francisco do Piauí
- São Gonçalo do Piauí
- São João da Serra
- São João do Piauí
- São José do Peixe
- São José do Piauí
- São Julião
- São Miguel do Tapuio
- São Pedro do Piauí
- São Raimundo Nonato
- Simões
- Simplício Mendes
- Socorro do Piauí
- Teresina
- União
- Uruçuí
- Valença do Piauí
- Várzea Grande

### Rio de Janeiro (63)
- Angra dos Reis
- Araruama
- Barra do Piraí
- Barra Mansa
- Bom Jardim
- Bom Jesus do Itabapoana
- Cabo Frio
- Cachoeiras de Macacu
- Cambuci
- Campos dos Goytacazes
- Cantagalo
- Carmo
- Casimiro de Abreu
- Conceição de Macabu
- Cordeiro
- Duas Barras
- Duque de Caxias
- Engenheiro Paulo de Frontin
- Itaboraí
- Itaguaí
- Itaocara
- Itaperuna
- Laje do Muriaé
- Macaé
- Magé
- Mangaratiba
- Maricá
- Mendes
- Miguel Pereira
- Miracema
- Natividade
- Nilópolis
- Niterói
- Nova Friburgo
- Nova Iguaçu
- Paracambi
- Paraíba do Sul
- Paraty
- Petrópolis
- Piraí
- Porciúncula
- Resende
- Rio Bonito
- Rio Claro
- Rio das Flores
- Santa Maria Madalena
- Santo Antônio de Pádua
- São Fidélis
- São Gonçalo
- São João da Barra
- São João de Meriti
- São Pedro da Aldeia
- São Sebastião do Alto
- Sapucaia
- Saquarema
- Silva Jardim
- Sumidouro
- Teresópolis
- Trajano de Moraes
- Três Rios
- Valença
- Vassouras
- Volta Redonda

### Rio Grande do Norte (01)
- São Pedro

### São Paulo (04)
- Caieiras
- Conchas
- Eldorado
- Itu

### Sergipe (74)
- Amparo de São Francisco
- Aquidabã
- Aracaju
- Arauá
- Areia Branca
- Barra dos Coqueiros
- Boquim
- Brejo Grande
- Campo do Brito
- Canhoba
- Canindé de São Francisco
- Capela
- Carira
- Carmópolis
- Cedro de São João
- Cristinápolis
- Cumbe
- Divina Pastora
- Estância
- Feira Nova
- Frei Paulo
- Gararu
- General Maynard
- Graccho Cardoso
- Ilha das Flores
- Indiaroba
- Itabaiana
- Itabaianinha
- Itabi
- Itaporanga d'Ajuda
- Japaratuba
- Japoatã
- Lagarto
- Laranjeiras
- Macambira
- Malhada dos Bois
- Malhador
- Maruim
- Moita Bonita
- Monte Alegre de Sergipe
- Muribeca
- Neópolis
- Nossa Senhora Aparecida
- Nossa Senhora da Glória
- Nossa Senhora das Dores
- Nossa Senhora de Lourdes
- Nossa Senhora do Socorro
- Pacatuba
- Pedra Mole
- Pedrinhas
- Pinhão
- Pirambu
- Poço Redondo
- Poço Verde
- Porto da Folha
- Propriá
- Riachão do Dantas
- Riachuelo
- Ribeirópolis
- Rosário do Catete
- Salgado
- Santa Luzia do Itanhy
- Santa Rosa de Lima
- Santo Amaro das Brotas
- São Cristóvão
- São Domingos
- São Francisco
- São Miguel do Aleixo
- Simão Dias
- Siriri
- Telha
- Tobias Barreto
- Tomar do Geru
- Umbaúba

## Eleições apenas para vereador

### Nas capitais de estado
| Unidade federativa | Capitais de estado onde houve eleições para vereador em 1970 |
| ------------------ | ------------------------------------------------------------ |
| Acre               | Rio Branco                                                   |
| Bahia              | Salvador                                                     |
| Ceará              | Fortaleza                                                    |
| Espírito Santo     | Vitória                                                      |
| Minas Gerais       | Belo Horizonte                                               |
| Pará               | Belém                                                        |
| Piauí              | Teresina                                                     |
| Rio de Janeiro     | Niterói                                                      |
| Sergipe            | Aracaju                                                      |
| Fontes:            |                                                              |

### Áreas de segurança nacional
O conceito de área de segurança nacional surgiu no governo Costa e Silva ao qual coube editar lei disciplinando o tema e instalar os primeiros sessenta e oito municípios regidos pela mesma em 1968. Tal número seria elevado ao longo de todo o ciclo militar até que a maioria destes perdeu tal condição no governo João Figueiredo.
| Unidade federativa | Área de segurança nacional conforme a Lei n.º 5.449 de 4 de junho de 1968 |
| ------------------ | --- |
| Acre               | Brasileia, Cruzeiro do Sul, Feijó, Sena Madureira, Xapuri |
| Amazonas           | Atalaia do Norte, Barcelos, Benjamin Constant, Ipixuna, Japurá, Santa Isabel do Rio Negro, Santo Antônio do Içá, São Gabriel da Cachoeira, São Paulo de Olivença |
| Bahia              | Paulo Afonso, São Francisco do Conde |
| Mato Grosso        | Amambai, Antônio João, Bela Vista, Cáceres, Caracol, Corumbá, Iguatemi, Ponta Porã, Porto Murtinho, Vila Bela da Santíssima Trindade |
| Pará               | Almeirim, Óbidos, Oriximiná |
| Paraná             | Barracão, Capanema, Foz do Iguaçu, Guaíra, Marechal Cândido Rondon, Medianeira, Pérola d'Oeste, Planalto, Santo Antônio do Sudoeste, São Miguel do Iguaçu |
| Rio de Janeiro     | Duque de Caxias |
| Rio Grande do Sul  | Alecrim, Bagé, Crissiumal, Dom Pedrito, Herval, Horizontina, Itaqui, Jaguarão, Porto Lucena, Porto Xavier, Quaraí, Rio Grande, Santa Vitória do Palmar, Santana do Livramento, São Borja, São Nicolau, Tenente Portela, Três Passos, Tucunduva, Tuparendi, Uruguaiana |
| Santa Catarina     | Descanso, Dionísio Cerqueira, Itapiranga, São José do Cedro, São Miguel do Oeste |
| São Paulo          | Cubatão, São Sebastião |
| Fontes:            | |

| Unidade federativa | Área de segurança nacional conforme o Decreto-Lei n.º 435 de 24 de janeiro de 1969 |
| ------------------ | ---------------------------------------------------------------------------------- |
| Rio Grande do Sul  | Canoas, Osório, Tramandaí                                                          |
| Fontes:            |                                                                                    |

| Unidade federativa | Área de segurança nacional conforme o Decreto-Lei n.º 672 de 3 de julho de 1969 |
| ------------------ | ------------------------------------------------------------------------------- |
| Rio de Janeiro     | Angra dos Reis                                                                  |
| Fontes:            |                                                                                 |

| Unidade federativa | Área de segurança nacional conforme o Decreto-Lei n.º 865 de 12 de setembro de 1969 |
| ------------------ | ----------------------------------------------------------------------------------- |
| São Paulo          | Santos                                                                              |
| Fontes:            |                                                                                     |

| Unidade federativa | Área de segurança nacional conforme o Decreto-Lei n.º 866 de 12 de setembro de 1969 |
| ------------------ | ----------------------------------------------------------------------------------- |
| Pará               | Santarém                                                                            |
| Fontes:            |                                                                                     |

| Unidade federativa | Área de segurança nacional sob o Decreto-Lei n.º 894 de 26 de setembro de 1969 |
| ------------------ | ------------------------------------------------------------------------------ |
| Mato Grosso        | Ladário                                                                        |
| Fontes:            |                                                                                |

| Unidade federativa | Área de segurança nacional conforme o Decreto-Lei n.º 1.105 de 20 de maio de 1970 |
| ------------------ | --------------------------------------------------------------------------------- |
| Mato Grosso        | Três Lagoas                                                                       |
| São Paulo          | Castilho, Paulínia                                                                |
| Fontes:            |                                                                                   |

| Unidade federativa | Área de segurança nacional conforme o Decreto-Lei n.º 1.131 de 30 de outubro de 1970 |
| ------------------ | ------------------------------------------------------------------------------------ |
| Pará               | Altamira, Itaituba, Marabá                                                           |
| Fontes:            |                                                                                      |

### Estâncias hidrominerais
Os municípios considerados estâncias hidrominerais são as localidades assim definidas em lei estadual e que dispusessem de fontes d'águas termais ou minerais, naturais, exploradas segundo os dispositivos previstos em legislação.
| Unidade federativa | Estâncias hidrominerais ao tempo das eleições de 15 de novembro de 1970                                                                 |
| ------------------ | --- |
| Bahia              | Cipó, Itaparica |
| Minas Gerais       | Araxá, Caldas, Cambuquira, Caxambu, Jacutinga, Lambari, Monte Sião, Passa Quatro, Patrocínio, Poços de Caldas, São Lourenço, Tiradentes |
| Pará               | Salinópolis |
| Rio de Janeiro     | Santo Antônio de Pádua |
| Fontes:            | |

## Informações extras sobre o pleito
| Unidade federativa  | 1968 | 1969 | 1970 |
| ------------------- | ---- | ---- | ---- |
| Acre                |      |      |      |
| Alagoas             |      |      |      |
| Amapá               |      |      |      |
| Amazonas            |      |      |      |
| Bahia               |      |      |      |
| Ceará               |      |      |      |
| Espírito Santo      |      |      |      |
| Goiás               |      |      |      |
| Maranhão            |      |      |      |
| Mato Grosso         |      |      |      |
| Minas Gerais        |      |      |      |
| Pará                |      |      |      |
| Paraíba             |      |      |      |
| Paraná              |      |      |      |
| Pernambuco          |      |      |      |
| Piauí               |      |      |      |
| Rio de Janeiro      |      |      |      |
| Rio Grande do Norte |      |      |      |
| Rio Grande do Sul   |      |      |      |
| Rondônia            |      |      |      |
| Roraima             |      |      |      |
| Santa Catarina      |      |      |      |
| São Paulo           |      |      |      |
| Sergipe             |      |      |      |
| Fontes:             |      |      |      |

| Acre                | 7     |
| Alagoas             | 94    |
| Bahia               | 334   |
| Ceará               | 142   |
| Espírito Santo      | 53    |
| Goiás               | 221   |
| Maranhão            | 130   |
| Mato Grosso         | 1     |
| Minas Gerais        | 722   |
| Pará                | 81    |
| Paraná              | 6     |
| Pernambuco          | 20    |
| Piauí               | 114   |
| Rio de Janeiro      | 62    |
| Rio Grande do Norte | 60    |
| Santa Catarina      | 1     |
| São Paulo           | 2     |
| Sergipe             | 75    |
| Total               | 2.125 |
| Fontes:             |       |